# Hélène Boucher

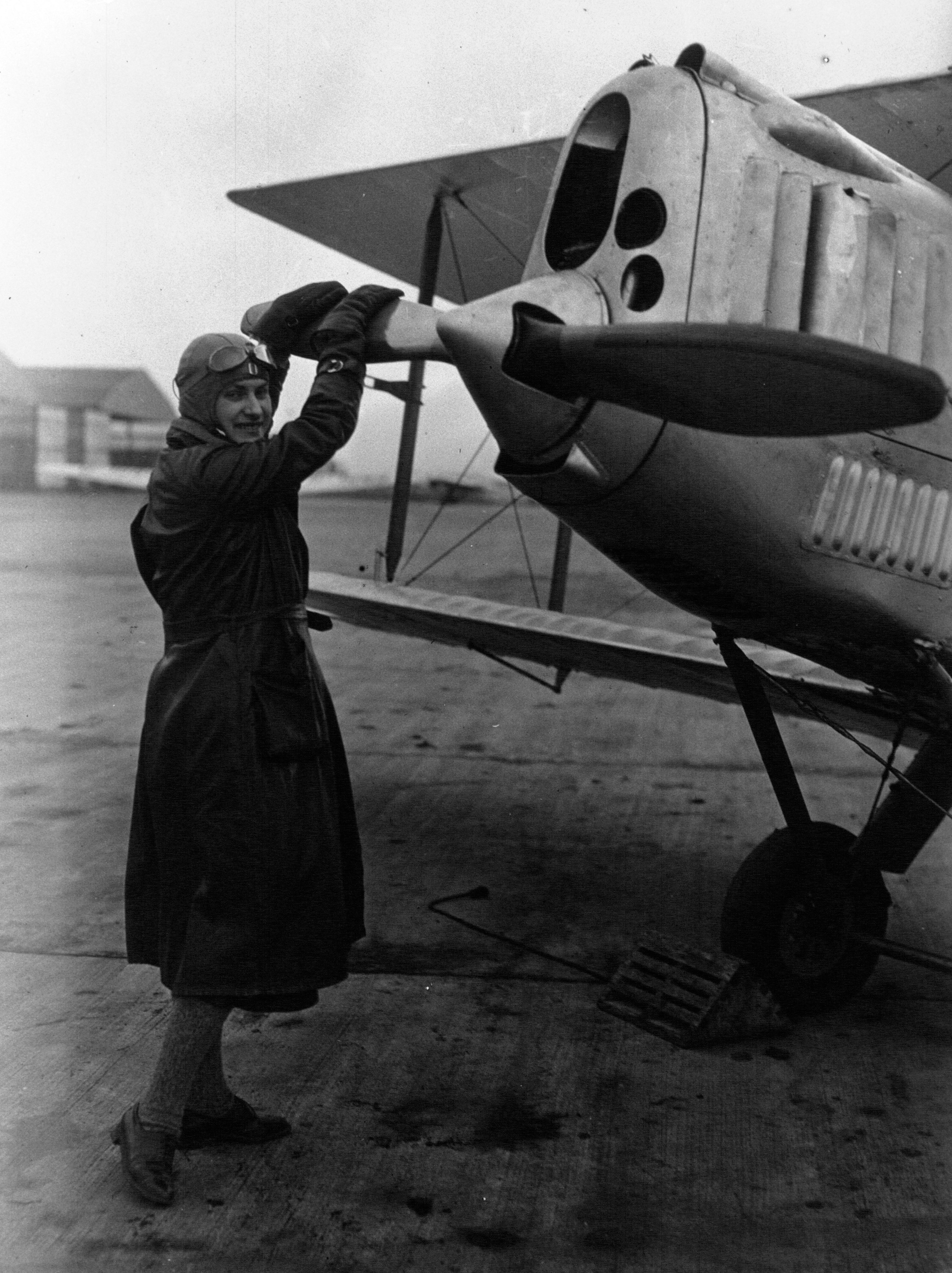
Hélène Boucher als Pilotin (1933)

Hélène Boucher (* 23. Mai 1908 in Versailles; † 30. November 1934 in Guyancourt bei Versailles) war eine frühe französische Pilotin, die zu Lebzeiten oft die „schnellste Frau der Welt“ genannt wurde.

## Rekorde
1933 stellte sie in einem 95-PS-Eindecker mit 6.100 m einen neuen Höhenweltrekord für Frauen auf.
Im August 1934 stellte sie mehrere neue Geschwindigkeitsweltrekorde auf. Am 9. August flog sie eine Strecke von 1.000 km in 2 Stunden 26 Minuten 38 Sekunden und erreichte dabei 410,95 km/h. Gleichzeitig gelang ihr mit 412,368 km/h eine neue Bestleistung über eine Strecke von 100 km. Am 10. August erreichte sie 428,244 km/h und einen Tag später 438,877 km/h. Im gleichen Jahr flog sie den Geschwindigkeitsrekord über 100 km mit 485 km/h als Spitzengeschwindigkeit und wurde damit zur „schnellsten Frau der Welt“.
Des Weiteren hatte sie mit 5.900 Metern den Höhenrekord und weitere acht Weltrekorde inne.

## Leben
Boucher war eine Schülerin von Michel Détroyat. Die junge Kunstfliegerin galt als eine der beliebtesten Attraktionen bei Flugshows in Frankreich und im Ausland. Die Firma Renault nahm sie zeitweilig unter Vertrag, um den neu erschienenen Vivasport 6 cylindres zu promoten.
Die Pilotin kam, erst 26-jährig, bei einem Übungsflug in der Nähe von Versailles ums Leben, als die Maschine über dem Wald von Guyancourt abstürzte. Für ihren Tod machte die Presse Detroyat und andere verantwortlich, die „ein junges, unschuldiges Mädchen“ zu einem solch „gefährlichen Sport“ anspornten.
Sie wurde post mortem zum Ritter der Ehrenlegion geschlagen. Ihr Leichnam wurde im Invalidendom aufgebahrt; diese Ehre war vor ihr keiner anderen Frau zuteilgeworden. In ihrem Namen wurde der Hélène-Boucher-Pokal gestiftet, der an Pilotinnen vergeben wurde.

„Frankreichs berühmteste Pilotin, die 26jährige Helene Boucher, Inhaberin einer Reihe von Weltrekorden, fand gestern, wie man uns aus Paris telegraphiert, beim Absturz ihres Flugzeuges auf dem Flugplatz Guyancourt bei Versailles den Tod. In Frankreich hat das Schicksal dieser überaus beliebten und mutigen Fliegerin Bestürzung ausgelöst. Helene Boucher, die Tochter eines Architekten, war Flugschülerin des berühmten Piloten Codes und erwarb ihr Flugpatent vor drei Jahren. Ihre letzte große Leistung war die Aufstellung eines Höhenweltrekords für Frauen, bei dem sie 5900 Meter erreichte. Sie galt als die ‚größte Flugakrobatin Europas‘.“

## Adaptionen
- Mit dem Titel Hélène Boucher: Ein Fliegerleben (Original: Horizons sans fin) entstand 1953 ein Spielfilm, der ihr Leben zum Inhalt hat.[7] Sie wurde von Giselle Pascal verkörpert.
- In Frankreich sind zahlreiche Schulen und Straßen nach ihr benannt, unter anderem in Paris, Le Mans und Thionville.[8]